# Čchö Min-čong
Čchö Min-čong (hangul: 최민정, hanča: 崔珉禎, anglickým přepisem: Choi Min-jeong; * 9. září 1998, Songnam) je jihokorejská závodnice v short tracku.
Na olympijských hrách v Pchjongčchangu roku 2018 získala dvě zlaté medaile, jednu v závodě na 1500 metrů a druhou ve štafetě. Je rovněž trojnásobnou celkovou mistryní světa (2015, 2016, 2018), z jednotlivých disciplín navíc přivezla ze světových šampionátů již jedenáct dalších zlatých. Od roku 2016 drží světový rekord na trati 1500 metrů, a to časem 2:14:354.